# Liden
Liden – miejscowość (tätort) w Szwecji, w regionie administracyjnym (län) Västernorrland, w gminie Sundsvall.
Według danych Szwedzkiego Urzędu Statystycznego liczba ludności wyniosła: 283 (31 grudnia 2015), 320 (31 grudnia 2018) i 301 (31 grudnia 2019).